# Phoenicoprocta metachrysea
Phoenicoprocta metachrysea är en fjärilsart som beskrevs av Druce 1898. Phoenicoprocta metachrysea ingår i släktet Phoenicoprocta och familjen björnspinnare. Inga underarter finns listade i Catalogue of Life.